# Ferdinand Levillain
Pour les articles homonymes, voir Levillain.
Ferdinand Levillain, pseudonyme de François Ferdinand Levillin, né à Passy le 29 juillet 1837, et mort à Paris le 8 janvier 1905 est un sculpteur, orfèvre et médailleur français.

## Biographie
Élève de François Jouffroy et des Beaux-Arts de Paris, Ferdinand Levillain travaille pour des maisons 
d’orfèvrerie comme Barbedienne et Christofle. Il réalise le portrait du chansonnier Aristide Bruant dont il est un proche.
Il expose au Salon des artistes français de 1861 à 1903. Nommé chevalier de la Légion d'honneur en 1892, il meurt dans le 11e arrondissement de Paris le 8 janvier 1905 et est inhumé au cimetière de Sens.

## Collections publiques
Nemours, Château-Musée :
- Légende sénonaise, 1894, plâtre, 47 x 30 x 1,5 cm. 1903.46.1.
- Plat décoratif, 1894, plâtre, D. 47 cm. 1903.47.1.